# Pseudonezumia parvipes
Pseudonezumia parvipes is een straalvinnige vissensoort uit de familie van rattenstaarten (Macrouridae). De wetenschappelijke naam van de soort is voor het eerst geldig gepubliceerd in 1912 door Smith & Radcliffe.